# Bahnhof Nakashibetsu
Der Bahnhof Nakashibetsu (jap. 中標津駅, Nakashibetsu-eki) ist ein ehemaliger Bahnhof auf der japanischen Insel Hokkaidō. Er befand sich in der Unterpräfektur Nemuro auf dem Gebiet der Stadt Nakashibetsu und war von 1934 bis 1989 in Betrieb.

## Beschreibung

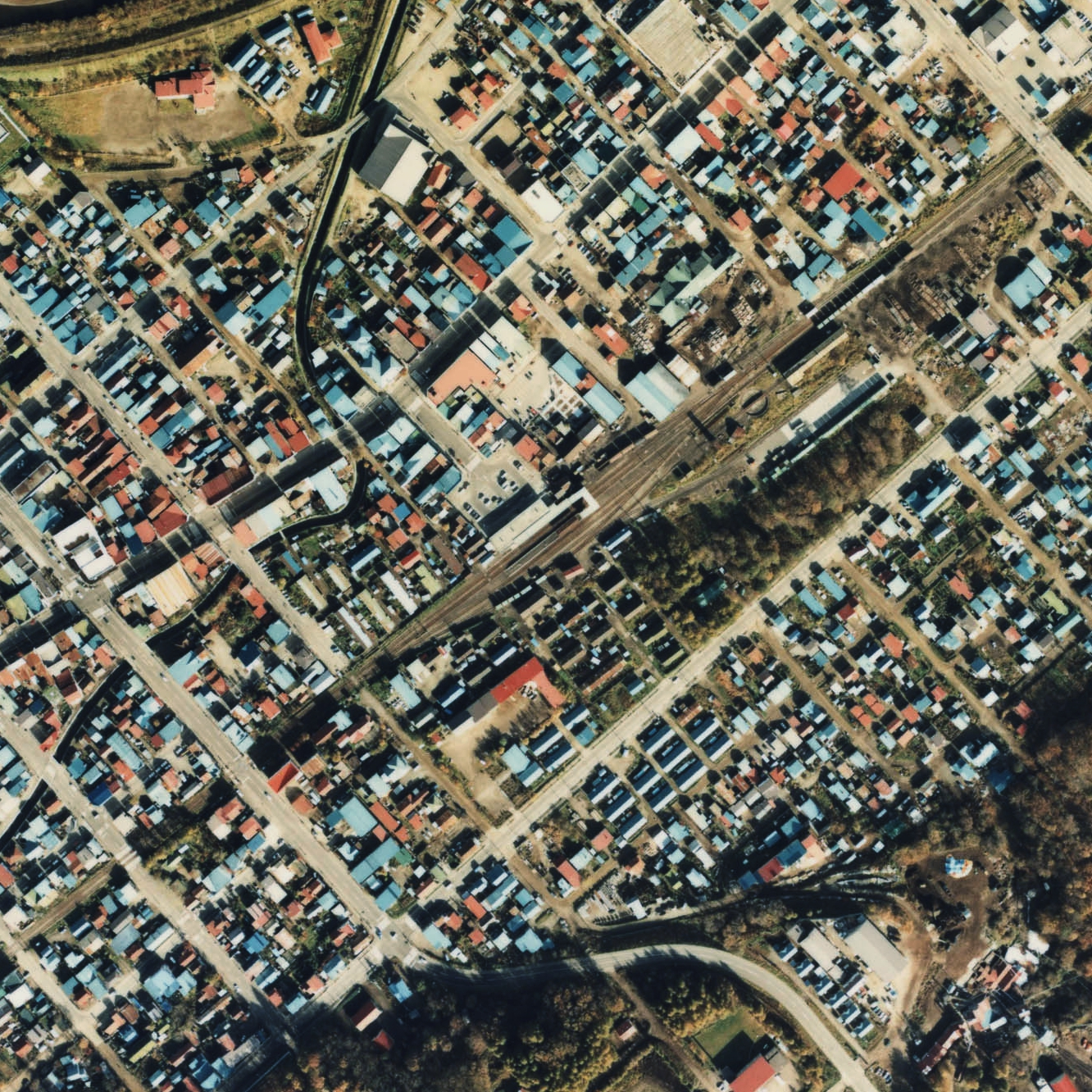
Luftansicht (1977)

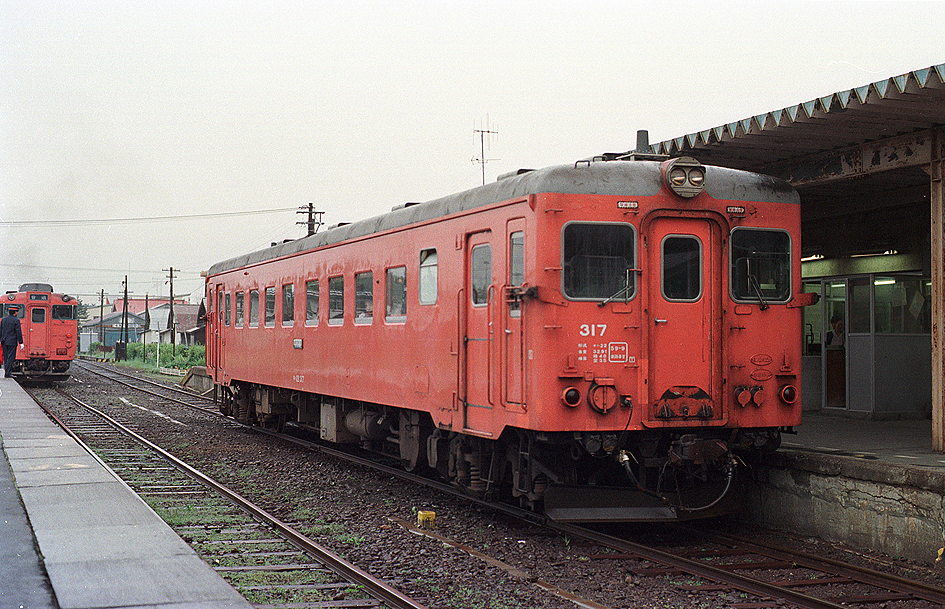
Kiha 22 317 nach Nemuro-Shibetsu hält an Gleis 1 (1986)

Nakashibetsu war ein Trennungsbahnhof an der Shibetsu-Linie, die sich hier in zwei Teilstrecken verzweigte. Während die Hauptstrecke Shibecha mit Nemuro-Shibetsu verband, zweigte ein Streckenast nach Attoko ab. Der Bahnhof befand sich im Stadtzentrum und war von Südwesten nach Nordosten ausgerichtet. Er besaß drei Gleise für den Personenverkehr, die am Hausbahnsteig und an einem Mittelbahnsteig lagen. Letzterer war durch einen Bahnübergang mit dem Empfangsgebäude an der Nordwestseite der Anlage verbunden. Zwei weitere Gleise führten im östlichen Teil der Anlage zu einem Depot mit Drehscheibe und zu einem Containerterminal.
Von der Anlage ist nichts erhalten geblieben. Das Empfangsgebäude wurde abgerissen und durch einen Busterminal ersetzt, der von mehreren Linien der Gesellschaften Akan Bus und Nemuro Kōtsū sowie vom Stadtbus Nakashibetsu bedient wird. Neben den Verkaufsstellen der Busgesellschaften und des Flughafens Nakashibetsu sind mehrere Läden vorhanden. Eine kleine Ausstellung zur Eisenbahngeschichte kann auf Anfrage besichtigt werden.

## Geschichte
Das Eisenbahnministerium eröffnete den Bahnhof am 1. Oktober 1934, zusammen mit dem Teilstück Nakashibetsu–Bekkai der Shibetsu-Linie. Damit war zunächst die Zweigstrecke in Richtung Attoko vollendet. Mit der Eröffnung des Abschnitts zwischen Kenebetsu und Nemuro-Shibetsu am 30. Oktober 1937 wurde Nakashibetsu zu einem Trennungsbahnhof.
Von 1962 bis 1986 hielten in Nakashibetsu Schnellzüge zwischen Nemuro-Shibetsu und Kushiro. Die Japanische Staatsbahn ersetzte 1968 das Empfangsgebäude durch einen Neubau und nahm am 18. Oktober 1973 den Containerterminal in Betrieb. Doch bereits am 1. Februar 1984 wurden der Güterumschlag und die Gepäckaufgabe eingestellt. Im Rahmen der Staatsbahnprivatisierung ging der Bahnhof am 1. April 1987 in den Besitz von JR Hokkaido über. Diese legte am 1. Mai 1989 die Shibetsu-Linie still.